# Phar Lap

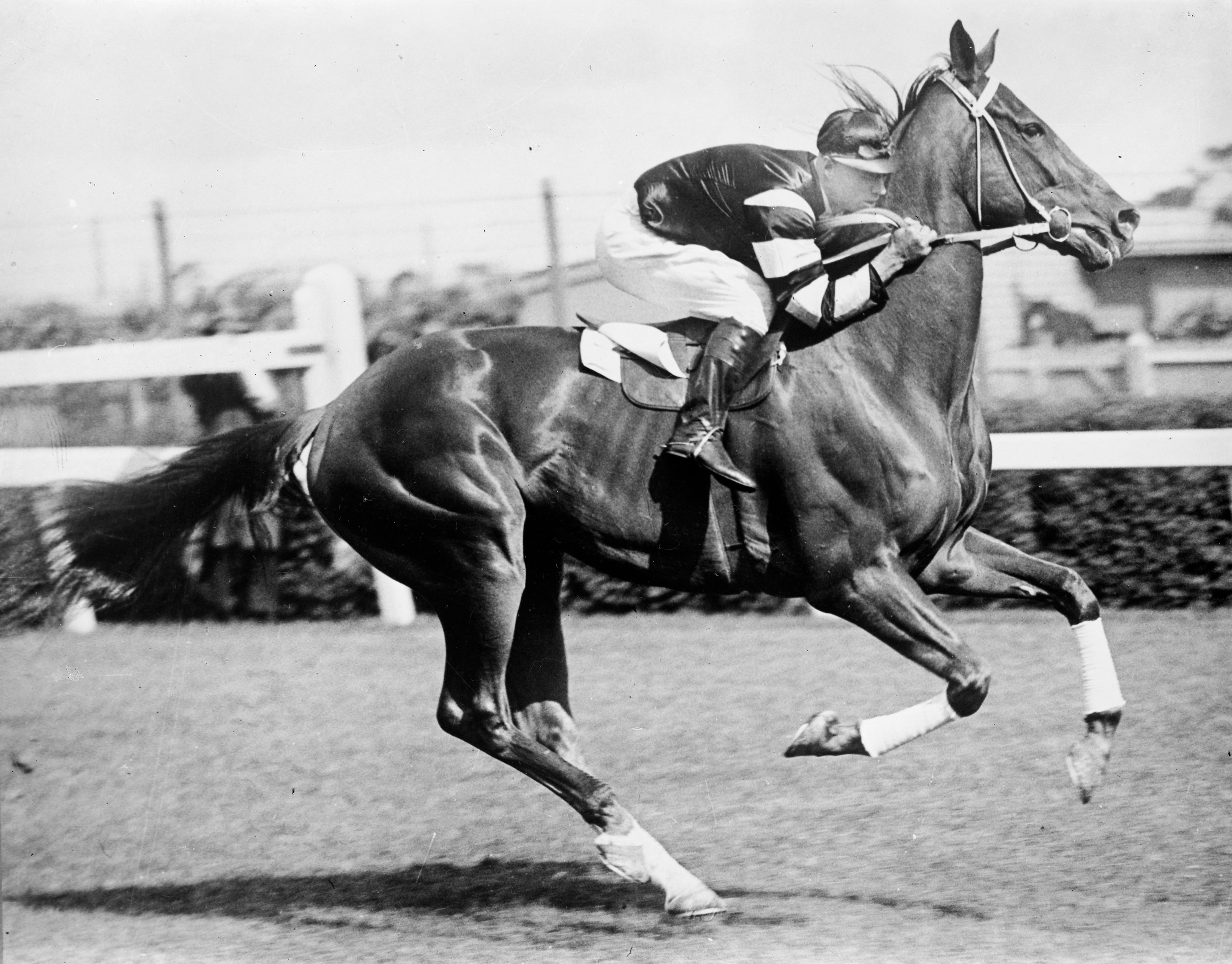
Phar Lap, ok. 1930 roku.

Phar Lap (4 października 1926 – 5 kwietnia 1932) – koń wyścigowy pełnej krwi angielskiej. Urodził się w Nowej Zelandii, natomiast trenował i ścigał się w Australii. Zdominował australijskie tory wyścigowe we wczesnych latach wielkiego kryzysu.

## Życiorys
Duży, kasztanowaty wałach był synem Night Raid i Entreaty. Przyszedł na świat niedaleko Timaru na Wyspie Południowej. Imię Phar Lap oznacza „sky flash”, czyli „błysk nieba”. Mówiono też na niego „Cudowny Koń” (ang. Wonder Horse), „Red Terror”, „Bobby” i „Big Red” (taki sam przydomek mieli Man o' War oraz Secretariat. Określano go także końskim cudem Australii.

Trenował go Harry Telford, które posiadał także część udziałów. Namówił on amerykańskiego biznesmena Davida J. Davisa na kupno konia ze względu na jego rodowód. Kiedy Davis po raz pierwszy zobaczył konia, był bardzo niezadowolony – był chudy, miał dziwny chód i łeb pokryty brodawkami. Davis odmówił zapłaty za trenowanie konia. Telford postanowił trenować go za darmo, jednak w zamian chciał części pieniędzy z wygranej.

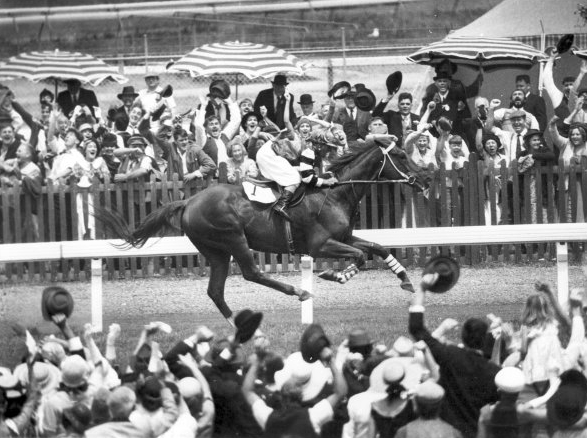
Phar Lap wygrywa Melbourne Cup 1930.

### Kariera wyścigowa
W swoim pierwszym wyścigu ukończył bieg jako ostatni, a w kolejnych trzech był poza podium. Swój pierwszy wyścig wygrał 27 kwietnia 1929 roku w Maiden Juvenile Handicap. Dosiadł go Jack Baker. Przez kolejne parę miesięcy nie ścigał się, jednak gdy wrócił na tor, zrobił duże postępy. We wrześniu 1929 roku zajął drugie miejsce w Chelmsford Stakes. Po tej gonitwie ludzie zaczęli darzyć go większym szacunkiem. Tydzień później z przewagą 3 długości wygrał Rosehill Guineas. W tym samym roku wygrał m.in. Victoria Derby, AJC Derby oraz Craven Plate (gonitwę tę wygrał także w 1930 i 1931 roku).
Phar Lap zdobywał coraz więcej osiągnięć, co nie wszystkim się podobało. 1 listopada 1930 roku ktoś strzelał do niego po ukończeniu treningu. Zamach na życie konia był jednak nieudany i następnego dnia wygrał Melbourne Stakes. Trzy dni później zwyciężył w Melborune Cup – jednej z najbardziej prestiżowych gonitw w Australii. Rok później również wziął udział w Melbourne Cup, ale zajął drugie miejsce. W czasie gonitwy niósł ciężar aż 68 kilogramów. W 1932 wygrał Agua Caliente Handicap w Tijuana w Meksyku.
Najważniejsze gonitwy wygrane przez Phar Lapa:
- WS Cox Plate (1930, 1931)
- Chipping Norton Stakes (1930)
- Chelmsford Stakes (1930)
- Hill Stakes (1930, 1931)
- Craven Plate (1929, 1930, 1931)
- AJC Plate (1930)
- Melbourne Stakes (1930, 1931)
- Melbourne Cup (1930)
- St George Stakes (1931)
- Futurity Stakes (1931)
- Underwood Stakes (1931)

Łącznie wziął udział w 51 gonitwach i wygrał 37 z nich. Zarobił 66 738 funtów australijskich.

## Śmierć i upamiętnienie

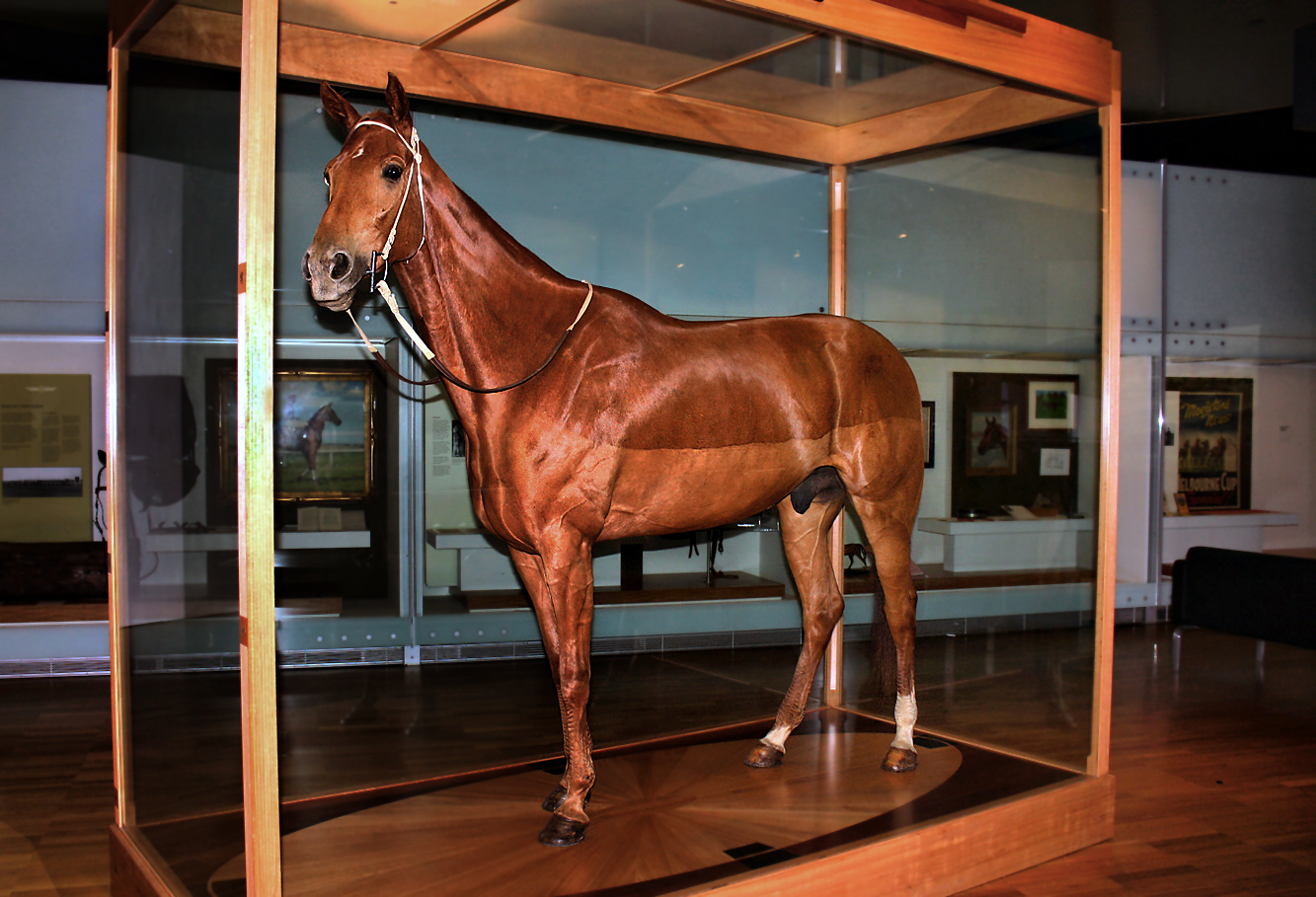
Ciało Phar Lapa w Muzeum Melborune.

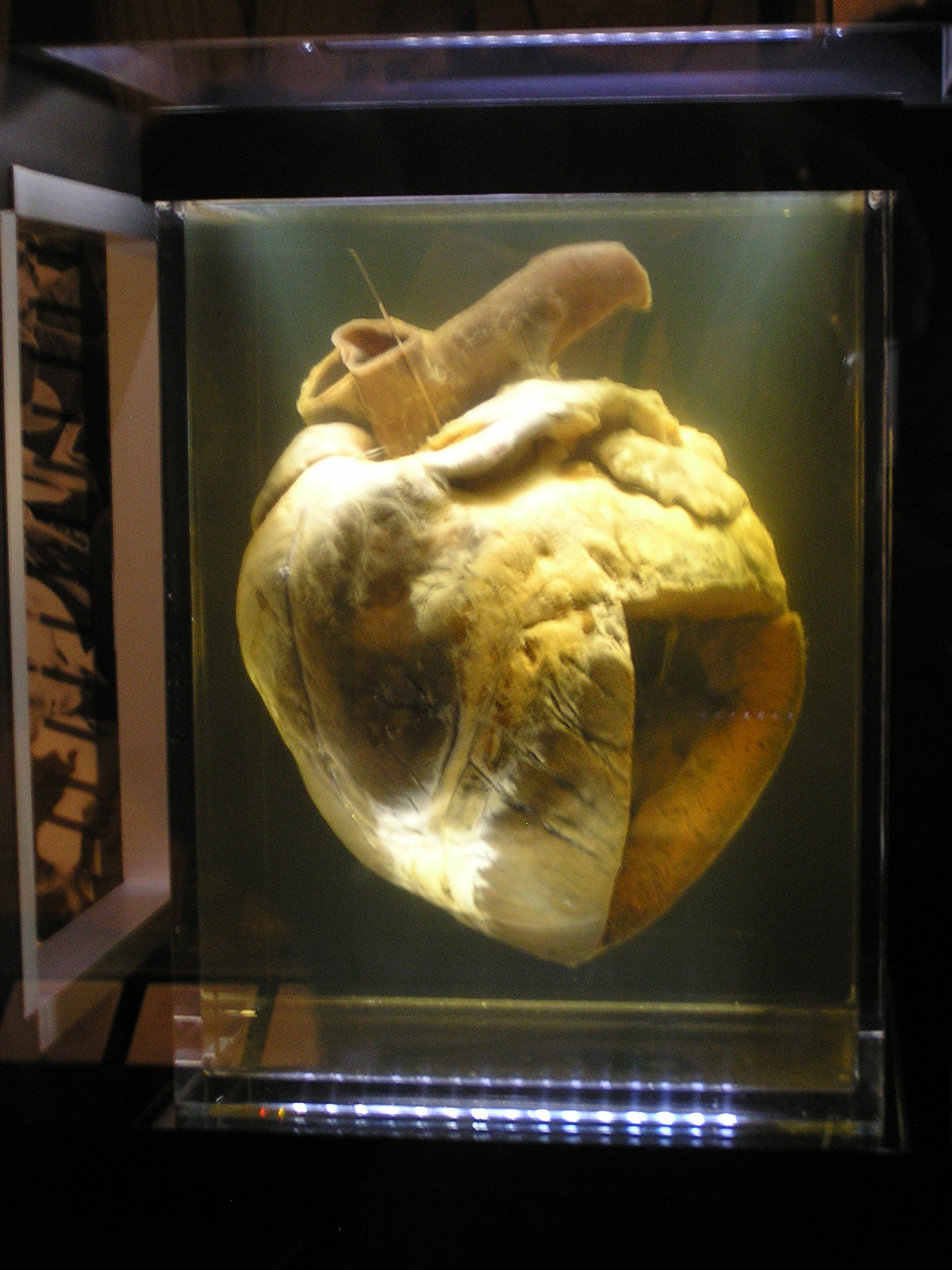
Serce Phar Lapa - dwukrotnie większe niż u przeciętnego konia wyścigowego.

Gdy 5 kwietnia 1932 roku Tommy Woodcock przyszedł do Phar Lapa, okazało się, że koń ma gorączkę i cierpi z powodu ogromnego bólu. W ciągu kilku godzin zmarł, najprawdopodobniej wykrwawił się. Sekcja zwłok wykazała, że żołądek i jelita konia uległy silnym stanom zapalnym, co mogło oznaczać, że koń został celowo otruty. Okoliczności jego śmierci przez wiele lat były zagadką. W 2000 roku specjaliści stwierdzili, że Phar Lap prawdopodobnie zmarł z powodu zapalenia błony śluzowej żołądka i dwunastnicy – ostrego zapalenia żołądka i jelit. W 2006 roku australijscy naukowcy byli prawie pewni, że zginął od dużej, pojedynczej dawki arszeniku podanej na kilka godzin przed jego śmiercią. Pojawiła się teoria, że zginął z polecenia amerykańskich gangsterów, którzy obawiali się zwycięzcy Melbourne Cup – mógł on wyrządzić duże straty ich nielegalnym bukmacherom. Nie znaleziono jednak żadnych dowodów na poparcie tej teorii. Do tej pory nie wiadomo, kto otruł Phar Lapa. 
Jego zakonserwowane ciało znajduje się w Muzeum Melbourne, szkielet w Muzeum Narodowym Nowej Zelandii Te Papa Tongarewa, a jego serce, niemal dwukrotnie większe niż u przeciętnego konia wyścigowego, umieszczono w Muzeum Narodowym Australii w Canberze.
W 1983 nakręcono o nim film pod tytułem „Phar Lap”.
Magazyn The Blood-Horse umieścił go na 22 miejscu na liście 100 Najwybitniejszych Koni Wyścigowych XX wieku.
Na torze Flemington Racecourse w Melbourne znajduje się jego statuetka z brązu o rzeczywistych wymiarach.